# نادي التحرير (مصر)
نادي التحرير الرياضي بأسوان ، هو نادي مصري لكرة القدم مقره في أسوان ، مصر. يلعب النادي في دوري الدرجة الثالثة المصري ، ثالث أعلى دوري في نظام الدوري المصري لكرة القدم .